# Alicia Kirchner
Alicia Margarita Antonia Kirchner (Río Gallegos, 18 de julio de 1946) es una docente, trabajadora social y política argentina. Fue gobernadora de la provincia de Santa Cruz desde 2015, hasta 2023. Fue ministra de Desarrollo Social de la República Argentina en dos oportunidades, de 2003 a 2005 y de 2006 a 2015. Entre 2005 y 2006 fue senadora de la Nación por Santa Cruz, cargo para el cual fue elegida nuevamente en 2023. Ocupó la presidencia del Consejo Nacional de Coordinación de Políticas Sociales y del Programa Most de la Unesco que estudia la transformación de las políticas sociales en el mundo.

## Biografía
Alicia Margarita Antonia Kirchner nació el 18 de julio de 1946. Fue la mayor de tres hermanos del matrimonio entre el argentino Néstor Carlos Kirchner Cšnning (1917-1981) y la chilena María Juana Ostoić Dragnić (1920-2013). Es hermana de Néstor Kirchner (1950-2010) y su hermana menor María Cristina (1961).
Alicia Kirchner es docente, trabajadora social, licenciada en Servicio Social de la Universidad Nacional del Comahue y doctora en Trabajo Social de la Universidad del Museo Social Argentino.
Con su esposo, Armando Mercado (1943-2013), tuvo dos hijas, Natalia y Romina.
Fue docente titular del posgrado de Especialización en abordaje integral de problemáticas sociales en el ámbito comunitario (Universidad Nacional de Lanús), colaboradora en carácter de adjunta en la Universidad del Museo Social Argentino (UMSA) y profesora de la Universidad Nacional de la Patagonia, en la carrera de Trabajo Social.

### Carrera política
Comenzó su carrera política como subsecretaria de Acción Social con rango de viceministro de la provincia de Santa Cruz en el año 1975 a las órdenes de Orlando Ludovico Parolín, el último interventor federal con el que Isabel Perón reemplazó a Jorge Cepernic. En el currículum que envió al Senado, Alicia Kirchner informó: "Subsecretaria de Acción Social de la provincia de Santa Cruz. 1. en 1983 2. en 1975". Algunos periodistas y políticos afirman que continuó en su función durante la dictadura militar. Otros medios informan que comenzó su trabajo en la administración pública a partir de la recuperación de la democracia, en 1983.
Desde el año 1987 y hasta 1990 se desempeñó como secretaria de Promoción de la Municipalidad de Río Gallegos. 

Entre 1991 y 1995 se desempeñó como responsable del Ministerio de Asuntos Sociales de la provincia de Santa Cruz. Este ministerio estaba estructurado por las subsecretarías de Salud Pública, Acción Social y Deportes.
En 1995, Alicia Kirchner se postuló como candidata a la intendencia de Río Gallegos.
Se desempeñó como asesora de la Comisión de Educación y Familia del Senado de la Nación, entre 1996 y 1997. Entre 1997 y 2003, fecha en la que asumió como ministra de Desarrollo Social, tuvo a su cargo la cartera Acción Social de la provincia de Santa Cruz.
Ocupó la vicepresidencia del programa Gestión de las Transformaciones Sociales (MOST) de la UNESCO entre 2007 y 2009. Posteriormente fue nombrada presidenta del programa en 2009, 2011 y 2013, fecha de su última reelección.

### Ministerio de Desarrollo Social
Fue ministra de Desarrollo Social entre 2003 y 2015, con excepción del período comprendido entre el 10 de diciembre de 2005 y el 14 de agosto de 2006, intervalo en el que fue senadora por la provincia de Santa Cruz. Desde 2003 presidió el Consejo Nacional de Coordinación de Políticas Sociales, cargo ad honorem al que renunció en diciembre de 2015. Este organismo está integrado por los ministerios de: Desarrollo Social; Trabajo, Empleo y Seguridad Social; Educación, Ciencia y Tecnología; Planificación Federal, Inversión Pública y Servicios; Economía y Producción; Salud; Secretaría de Niñez, Adolescencia y Familia.
Como responsable del ministerio, promovió el desarrollo de los pueblos originarios, la defensa de sus culturas e identidades y el reconocimiento de la posesión y propiedad de las tierras que tradicionalmente ocupan. En este marco, en noviembre de 2006 se promulgó la Ley N° 26.160, de la cual fue principal impulsora.    Durante su gestión se lanzó el Programa de Capacitación en Cuidadores Domiciliarios, para fortalecer el sistema de atención progresivo y mediante el cual hacia fines de 2014 se habían capacitado 30.000 personas y se desarrolló la carrera de Especialización en Gerontología Comunitaria e Institucional, que forma a profesionales en las distintas provincias del país.
Según estudios del Centro de Estudios e Investigaciones Laborales, dependiente del CONICET (Consejo Nacional de Investigaciones Científicas y Técnicas), la pobreza total del país se redujo del 26,0 % al 22,6 % en 2010, sacando de la pobreza entre 1,4 y 1,8 millones de personas, de las cuales entre 0,7 y 1,1 millones eran menores.
Según un informe de la Organización Iberoamericana de Seguridad Social durante esta eetapa del ministerio se permitió elevar hasta 26 % el acceso a la comida y representa el 40 % de ingreso de hogares pobres. Asimismo, se observa una reducción de 11.5 % en el indicador de maternidad adolescente desde su implementación e incrementos en los niveles de escolaridad.

### Senadora nacional
En 2005 fue elegida como senadora nacional por la provincia de Santa Cruz, presentó los siguientes proyectos de ley:
- Proyecto de Ley sobre Marca Colectiva.[28]
- Proyecto de Ley sobre Promoción y Regularización del Microcrédito (Ley 26.117).[29]
- Proyecto de Ley de Prevención y Sanción de la Trata de Personas y Asistencia a sus Víctimas (Ley 26.364).[30]
- Proyecto de Ley sobre Centros de Desarrollo Infantil (Ley 26.233).[31]
- Proyecto de Ley creando el Consejo Nacional de la Juventud.[32]
- Proyecto de Ley sobre Protección de la Maternidad - Paternidad Biológica y Adoptiva, Reformas de las Leyes 20744 (Contrato de Trabajo) y 24716.[33]

En el año 2006 solicitó licencia para asumir nuevamente como ministra de Desarrollo Social, cargo que conservó hasta el final del mandato de Cristina Fernández de Kirchner.

## Gobernadora de Santa Cruz
Alicia Kirchner fue elegida gobernadora en las elecciones del 25 de octubre de 2015, cuando el Frente para la Victoria obtuvo 87 220 votos (50.97 %), mientras que Unión Para Vivir Mejor (Cambiemos) obtuvo 79 495 votos (46.46 %). Por la aplicación de la Ley de lemas, resultó ganadora a pesar de que, individualmente, había obtenido menos votos que su contrincante Eduardo Raúl Costa; 58 888 y 71 227 respectivamente. Al asumir su cargo, declaró que la provincia estaba «quebrada» y pidió al gobierno nacional que continuara enviando fondos para asistirla. A raíz de ese déficit y debido a que el gobierno de Mauricio Macri no envío los fondos hasta mayo de 2016, justificó la imposibilidad de afrontar los gastos corrientes, ofrecer aumentos y pagar los compromisos provinciales, por lo que se enfrentó con los gremios estatales que reclamaban aumentos de salarios. Diferentes medios denunciaron discriminación de parte de la Nación hacia la provincia, dejándola fuera incluso del reparto de ambulancias, a pesar de que Santa Cruz figura entre las provincias que aportan mayores montos al fondo de coparticipación. Un informe del Ministerio de Hacienda dio cuenta de que la provincia durante su gestión pasó de tener un déficit primario del 17,1 % a un superávit primario del 1,2 %.
Una de sus primeras decisiones fue la de no renovar los contratos de empleados públicos del Ministerio de Desarrollo Social que vencían el 31 de diciembre de 2015 y anunciando un relevamiento de los empleados públicos para poder reducir gastos porque «no se sabe con exactitud la nómina de empleados públicos y el lugar donde se registran». Asimismo, anunció que reduciría la planta de empleados estatales. Durante su primer año de gestión fue cuestionada por problemas de gestión, endeudamiento y reclamos gremiales. En el presupuesto provincial 2017, se preveía un aumento del 30 % en la recaudación fiscal debido a la reforma impositiva implementada. Durante los primeros 16 meses de gestión del Gobierno de Mauricio Macri, la provincia recibió un 85 % menos de asistencia que en 2015.
En 2018 por primera vez en 15 años la provincia de Santa Cruz presentó un presupuesto con superávit de 1440 millones de pesos, —algo que no sucedía desde los '90, cuando a la provincia la gobernaba Néstor Kirchner—, comparado al déficit anual de 6200 millones de pesos de 2017. El presupuesto provincial de 2019 pasó de un déficit de casi $8000 millones en 2018 a un superávit de $1440 millones, en solo un año pese a que el gobierno nacional recortó en un 19 % las transferencias a la provincia, dio de baja varios programas en salud, educación y desarrollo social, además de eliminar las obras en ejecución. Paralelamente la provincia de Santa Cruz redujo en 1200 millones de pesos la deuda histórica que mantiene con el Tesoro Nacional.
En las elecciones a gobernador de 2019, fue reelegida para un segundo periodo de cuatro años.

## Denuncias y acusaciones
En 2015 fue imputada por el fiscal federal Jorge Di Lello, por los delitos de homicidio por comisión de omisión en concurso ideal con abandono de persona e incumplimiento de los deberes de funcionario público por la muerte por desnutrición de un niño del qom en provincia del Chaco.
En octubre de 2015 realizó la inauguración formal del emprendimiento de un tren turístico en Río Turbio, provincia de Santa Cruz. En 2016 fue denunciada por presunta malversación de caudales públicos, incumplimiento de los deberes de funcionario público y defraudación por administración fraudulenta y fraude por haber destinado $700 000 000 a la construcción de un tren que nunca fue construido. Luego de la denuncia, el fiscal federal Juan Carlos Stornelli la imputó quedando la causa a cargo del juez federal Luis Rodríguez.

## Trabajos publicados
- Intuición y razón en trabajo social (1.ª edición). Hvmanitas. 1994. ISBN 978-950-582-332-1. En coautoría con María Elena Armas.
- El arca de Noé, la familia y el trabajo social (1.ª edición). Hvmanitas. 1995. ISBN 978-950-582-344-4. En coautoría con María Elena Armas.
- La gestión social de los saberes sociales (1.ª edición). Espacio Editorial. 1997. ISBN 978-950-802-057-4.
- En busca de un ordenador social. Trabajo agenda no resuelta (1.ª edición). Espacio Editorial. 2001. ISBN 978-950-802-126-7. En coautoría con Paola Vessvessian
- Objetivos de desarrollo del milenio (1.ª edición). Consejo Nacional de Coordinación de Políticas Sociales. 2005. ISBN 978-987-21619-2-7. En coautoría.
- Objetivos del milenio (1.ª edición). Consejo Nacional de Coordinación de Políticas Sociales. 2005. ISBN 978-987-21619-3-4. En coautoría.
- Políticas sociales (1.ª edición). Universidad Nacional de Mar del Plata. 2007. ISBN 978-987-544-219-1. En coautoría con Paola Vessvessian
- La Bisagra - Memoria, Verdad, Justicia y Organización Social (1.ª edición). Ministerio de Desarrollo Social de la Nación Argentina. 2007. Publicación de la Biblioteca Virtual del Ministerio de Desarrollo Social de la Nación.[59]
- Políticas Sociales del Bicentenario - Tomo I y II - Un Modelo Nacional y Popular (1.ª edición). Ministerio de Desarrollo Social de la Nación Argentina. 2010. OCLC 881061640. En coautoría. Publicación de la Biblioteca Virtual del Ministerio de Desarrollo Social de la Nación. Tomo I:[60] Tomo II:[61]
- Los Derechos Sociales son Derechos Humanos (1.ª edición). Ministerio de Desarrollo Social de la Nación Argentina. Material de divulgación.[62]

También ha publicado artículos en revistas especializadas en trabajo social y políticas sociales en Argentina y la región.